# Ippovia

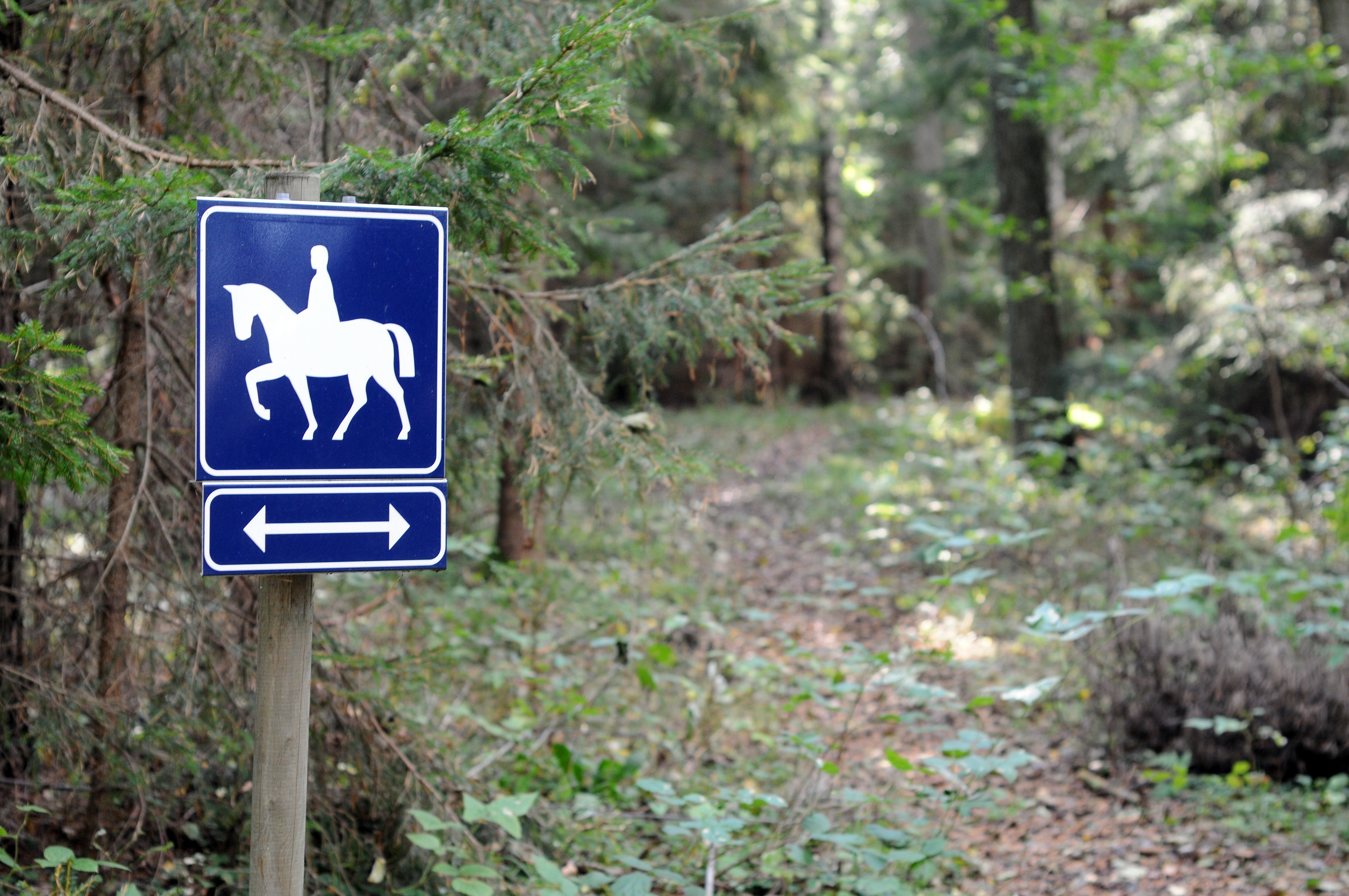
Ippovia e relativa segnaletica

L'ippovia è un sentiero percorribile a cavallo o, anche, una tranvia a cavalli (ma il termine è caduto in disuso per questo significato). Il vocabolo con questo significato è stato coniato da Giovanni Gamberini e sua moglie Chiara Parenti nel 1984, per connotare un prodotto turistico riguardante itinerari a cavallo sul monte Amiata; successivamente il marchio è stato da loro registrato presso la Camera di commercio di Siena, ma in seguito è divenuto di uso corrente tale senso.

## Descrizione

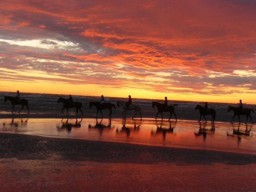
Ippovie del Delta del Po

Una ippovia è un itinerario percorribile a cavallo, quasi mai asfaltato, che raggiunge e attraversa luoghi naturali come parchi, riserve, boschi, supera colline e valli, costeggia laghi e fiumi, e raggiunge luoghi culturali come aree archeologiche, costruzioni e dimore storiche, borghi. Consente la pratica dell'equiturismo (turismo a cavallo), ma può essere utilizzata anche per la percorrenza a piedi (trekking) o in mountain bike (cicloturismo).
Lungo il percorso vanno previsti posti tappa, ossia stazioni di sosta attrezzate, possibilmente distanti tra loro non più di 20–40 km, dove il cavaliere e il cavallo possono trovare assistenza, ristoro e la possibilità di pernottare (in foresterie, agriturismo, casolari privati o pubblici rifugi).

### Ippovie in Italia
In Italia vi sono numerose ippovie:
- Ippovia Italia, il network delle ippovie realizzate, progettate e promosse dalla Società Italiana del Cavallo e dell'Ambiente Onlus ed al lavoro e del suo presidente Rodolfo Lorenzini negli ultimi 16 anni. Comprende l'ippovia Roma-Verona, l'ippovia dei Parchi del Lazio, l'ippovia Sicilia 2005, l'ippovia Adamello-Garda e l'ippovia della Maremma-Laziale, ippovia Grande Sentiero dei Parchi nazionali, che coinvolge i parchi nazionali del Gran Sasso e Monti della Laga, dei Monti Sibillini e della Majella.
- Ippovia valle del Cormor, questo è un percorso naturalistico che si snoda nella Valle del torrente Cormor in un territorio ricco di vegetazione spontanea; attraversa località situate nei Comuni di Tavagnacco, Pagnacco, Tricesimo, Colloredo di Monte Albano, Cassacco, Treppo Grande si può raggiungere Buia. Il percorso, intervallato da guadi sul torrente Cormor, deriva da strade rurali costruite dall'uomo come collegamento tra i vari borghi situati lungo l'attuale percorso, quasi interamente su strade bianche, dell'ippovia.
- Ippovie nel Delta del Po, una fitta rete di percorsi equestri di svariate centinaia di chilometri sul delta del fiume. Il paesaggio naturale della foce ha creato col tempo varie isole, chiamate piane, che vengono sfruttate per ospitarvi l'ippovia. Le ippovie del delta si suddividono in due grandi categorie: quelle di lunga percorrenza e quelle locali. Le ippovie cosiddette di lunga percorrenza consistono in uno sviluppo itinerante, progressivo, a tappe successive che collegano due o più piane, e dunque più isole con attraversamento di uno o più rami del grande fiume su ponti fissi, ponti di chiatte galleggianti sul corpo idrico o mediante l'ausilio di traghetti. Esse si collegano ad altre ippovie ubicate in altre parti della provincia rodigina, in altre province del Veneto e nella contigua Emilia-Romagna[4].
- Ippovia del Gran Sasso, un percorso lungo 320 km sito nel territorio del parco nazionale del Gran Sasso e Monti della Laga. È l'ippovia più lunga d'Italia all'interno di un solo parco[5].
- Ippovia del parco nazionale del Cilento, Vallo di Diano e Alburni, un percorso lungo 408km suddiviso in  18 postazioni per ristoro cavalli http://www.ippoviedelparco.it/